# شوژما
شوژما (روسی: Шожма) یک منطقهٔ مسکونی در روسیه است که در استان آرخانگلسک واقع شده‌است.